# Shirley (Arkansas)
Shirley es un pueblo ubicado en el condado de Van Buren en el estado estadounidense de Arkansas. En el Censo de 2010 tenía una población de 291 habitantes y una densidad poblacional de 45,71 personas por km². La comunidad hoy se orienta hacia la agricultura, especialmente el cultivo de hongos shiitake.

## Geografía
Shirley se encuentra ubicado en las coordenadas 35°38′33″N 92°18′47″O / 35.64250, -92.31306. Según la Oficina del Censo de los Estados Unidos, Shirley tiene una superficie total de 6.37 km², de la cual 6.21 km² corresponden a tierra firme y (2.52%) 0.16 km² es agua.

## Demografía
Según el censo de 2010, había 291 personas residiendo en Shirley. La densidad de población era de 45,71 hab./km². De los 291 habitantes, Shirley estaba compuesto por el 96.91% blancos, el 0% eran afroamericanos, el 0.34% eran amerindios, el 0% eran asiáticos, el 0% eran isleños del Pacífico, el 0% eran de otras razas y el 2.75% pertenecían a dos o más razas. Del total de la población el 1.72% eran hispanos o latinos de cualquier raza.